# North Palisade

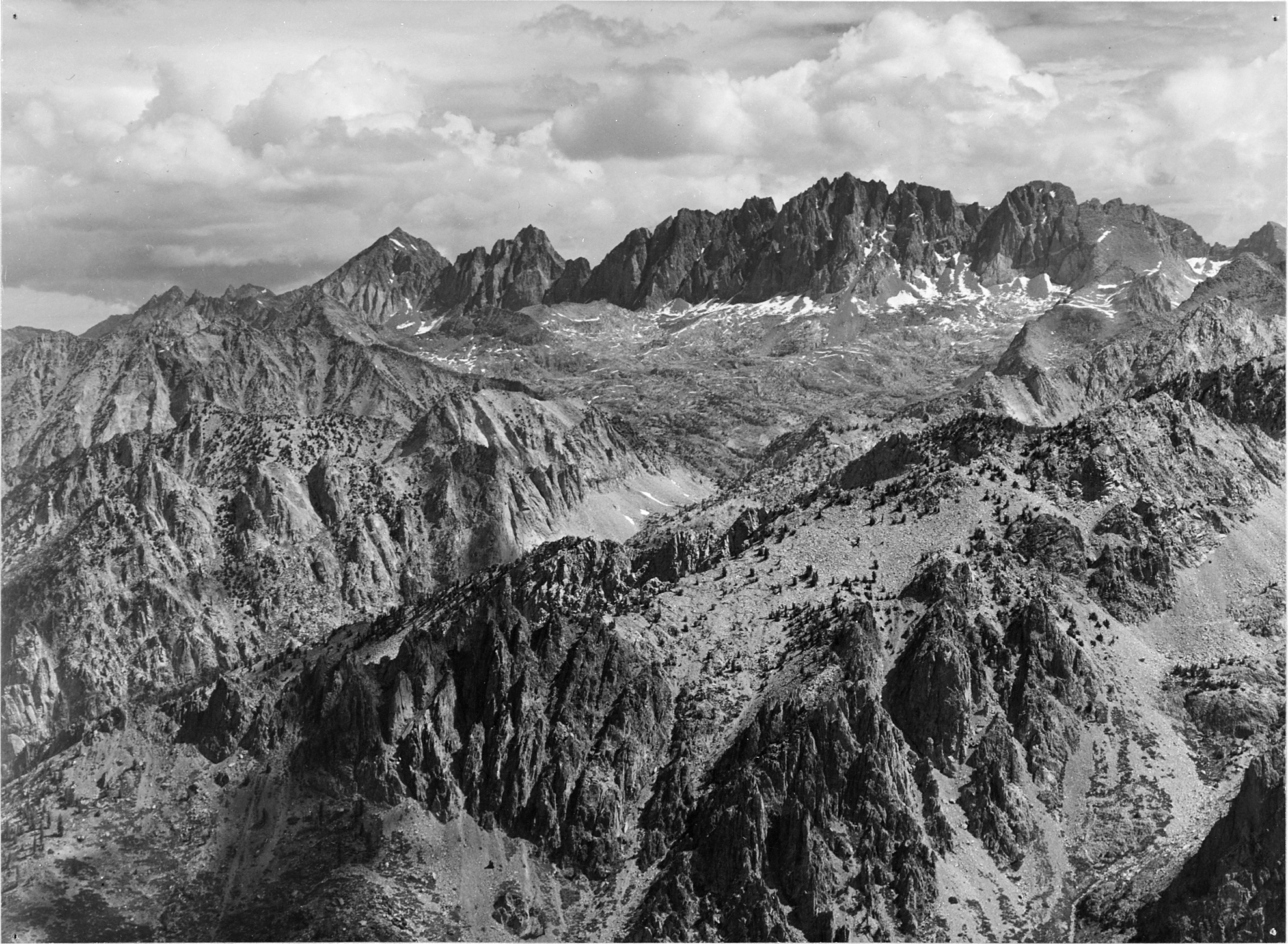
Een foto van North Palisade vanaf Windy Point door Ansel Adams (1936)

North Palisade is een 4343 meter hoge berg in het Sierra Nevada-gebergte in de Amerikaanse staat Californië. Het is, na Mount Whitney en Mount Williamson, de derde hoogste berg in dat gebergte. North Palisade vormt de hoogste bergtop in de Palisades-groep, waartoe onder meer ook Mount Sill, Split Mountain en Middle Palisade behoren. Op de noordoostelijke flank van de Palisades ligt de Palisade Glacier, een kleine gletsjer. Diezelfde flank is welbekend bij bergbeklimmers.
De bergtop ligt op de grens tussen Kings Canyon National Park in het westen en de John Muir Wilderness in het Inyo National Forest in het oosten. Het langeafstandswandelpad John Muir Trail passeert ten zuiden en ten westen van North Palisade.